# 미르나

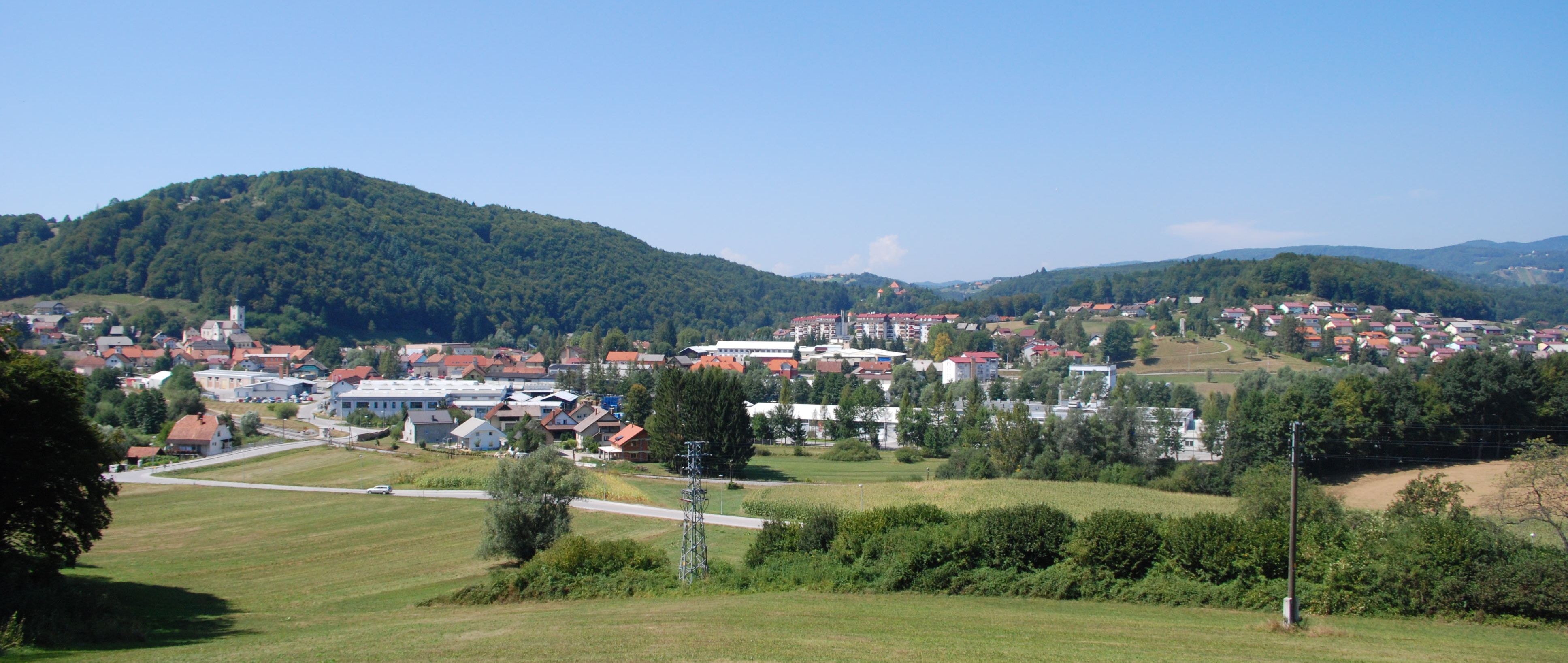
미르나

미르나(슬로베니아어: Mirna)는 슬로베니아의 도시로 면적은 31.3km2, 높이는 263m, 인구는 2,568명(2002년 기준), 인구 밀도는 82명/km2이다. 2011년 2월 26일 트레브네에서 분리되어 신설되었다.